# Rainbow Six (jogo eletrônico)
Tom Clancy's Rainbow Six é um jogo eletrônico do gênero FPS e o primeiro da série Rainbow Six. O jogo foi desenvolvido e publicado pela Red Storm Entertainment para o Microsoft Windows em 1998. Mais tarde, foi portado para o Mac OS, Nintendo 64, PlayStation, Dreamcast e Game Boy Color. Um pacote de expansão, "Rainbow Tom Clancy Mission Pack Six: Eagle Watch", foi lançado em 31 de janeiro de 1999. A versão original de PlayStation já está disponível para download a partir da PlayStation Store.

## Jogo
Rainbow Six é um jogo de tiro tático que foca mais em furtividade que poder de fogo e explora a letalidade de um único projétil. Equipamentos como coletes à prova de balas mais espessos, rifles automáticos, granadas, granada de atordoamento estão entre as opções que o jogador tem para levar durante a missão. Isso acontece na etapa de planejamento onde as equipes são definidas.
Missões bem sucedidas frequentemente duram pouco tempo mas requerem várias mudanças de planos.

## Trama
Rainbow Six se passa entre 1999 e 2000, quando um grupo antiterrorista internacional é criado para combater o crescente problema do terrorismo. O diretor é John Clark e o chefe é Ding Chavez.
Uma organização ecoterrorista chamada Phoenix Group que depois descobre-se que está a frente da empresa Horizon Inc, localizada na floresta amazônica do Brasil, fabricando um vírus extremamente contagioso chamado Brahma que será espalhado na população durante as Olimpíadas. No final do jogo a equipe consegue se infiltrar na Horizon e capturar John Brightling, o líder da companhia.